# Colorful
Colorful (jap. カラフル Karafuru) – japoński film animowany z 2010, stworzony przez Sunrise we współpracy ze studiem Ascension i wydany przez Tōhō. Zrealizowany na podstawie powieści Eto Moriego z 1998 o takim samym tytule. Reżyserem był Keiichi Hara, a autorką scenariusza Miho Maruo.
Produkcja była nominowana do nagrody Japońskiej Akademii Filmowej w kategorii Animacja Roku w 2011. Zdobyła również nagrodę filmową Mainichi w kategorii Najlepszy Film Animowany w 2010, Nagrodę Znakomitości na Japan Media Arts Festival w 2010 oraz Nagrodę Specjalnego Wyróżnienia i Nagrodę Publiczności na Międzynarodowym Festiwalu Filmów Animowanych w Annecy w 2011.